# Щибрик, Егор Максимович
Егор Максимович Щибрик (род. 14 ноября 2000, Екатеринбург, Россия) — российский и палестинский спортсмен-конкурист, участник международных соревнований по конному спорту, победитель этапов Кубка мира и призёр крупных турниров в Европе и Азии. В 2022 году сменил спортивное гражданство и с ноября того же года представляет Палестину. Живёт и тренируется в Нидерландах.

## Биография
Родился 14 ноября 2000 года в городе Екатеринбург, Россия. Конным спортом начал заниматься с раннего возраста. В юношеские годы показывал высокие результаты на российских и международных турнирах, быстро став одним из самых перспективных молодых конкуристов страны.
С 2016 года входил в состав молодёжной сборной России. Участвовал в юношеских и юниорских чемпионатах Европы (2018, 2019, 2021). Получил известность благодаря стабильным выступлениям на маршрутах до 145–160 см. Является основателем и владельцем конноспортивной базы Shchibrik Stables в Нидерландах.

## Карьера
В 2016 году Щибрик впервые вошёл в молодёжную сборную России. В последующие годы представлял страну на международных юниорских чемпионатах Европы и завоевал признание как один из лидеров молодёжного конкура в стране.

### Карьера в Young Riders Academy
В 2022 году стал вторым в истории российским всадником, принятым в престижную европейскую академию Young Riders Academy, созданную под эгидой FEI. Это стало признанием его профессионального уровня и потенциала.

### Смена спортивного гражданства
В ноябре 2022 года официально сменил спортивное гражданство, начав выступать под флагом Палестины. С этого момента продолжил карьеру на международной арене, представляя новую страну на турнирах CSI, включая CSI2*, CSI3*, и CSI5*-W.

## Достижения
- 🏆 Победы в Саудовской Аравии (2021):
  - 1-е место в маршруте до 135 см (лошадь Titus Z)
  - 3-е место в маршруте до 145 см (Casanova F Z)
  - 2-е место в маршруте до 160 см (Cornet’s Spirit)
- 🏆 Первенство Европы среди юниоров (2021):
  - Победа в маршруте до 150 см
  - Участие в финале личного зачёта
- 🏆 Призовые места в ОАЭ (2023):
  - 2-е место в Гран-при CSI2* в Шардже
- 🏆 Призовые выступления в Польше (2023):
  - 2-е место в CSI1* (Варшава, 125 см)
  - Участие в маршрутах до 140 см (CSI3*-W)
- 🏆 Рейтинг Longines (2021–2022):
  - Вошёл в топ-210 мирового рейтинга конкуристов (наивысшее место среди российских спортсменов, 787 очков)
- 🏆 Награда «Спортсмен года» (FKSR Awards, 2022):
  - Признан лучшим спортсменом Федерации конного спорта России

## Личная жизнь
С 2020-х годов проживает в Нидерландах, где тренируется и управляет частной базой Shchibrik Stables. Владеет несколькими спортивными лошадьми, включая Titus Z, Cornet’s Spirit, Casanova F Z. Является активным участником международных турниров CSI, включая маршруты уровня 150–160 см.

## См. Также
- Конкур
- FEI
- Кубок мира по конному спорту
- Young Riders Academy